# Carousel (Leila K album)
Carousel är ett musikalbum med Leila K utgivet i september 1993.

## Låtlista
- "Carousel"
- "Open Sesame"
- "Ça plane pour moi"
- "Slow Motion"
- "Glam!"
- "Check the Dan"
- "Pyramid"
- "Massively Massive"
- "Close Your Eyes"
- "Open Sesame" (Last Exit Remix)
- "Ça plane pour moi" (Felix Remix)